# Afroleius simplex
Afroleius simplex är en kvalsterart som beskrevs av Sandór Mahunka 1984. Afroleius simplex ingår i släktet Afroleius och familjen Haplozetidae. Inga underarter finns listade i Catalogue of Life.